# Колеберарди (Фрозиноне)
Колеберарди је насеље у Италији у округу Фрозиноне, региону Лацио.
Према процени из 2011. у насељу је живело 509 становника. Насеље се налази на надморској висини од 412 м.